# Exopalpus bicolor
Exopalpus bicolor är en tvåvingeart som beskrevs av Macquart 1851. Exopalpus bicolor ingår i släktet Exopalpus och familjen parasitflugor.
Artens utbredningsområde är Colombia. Inga underarter finns listade i Catalogue of Life.